# Barrio General Pueyrredón
El barrio General Pueyrredón, también conocido como barrio Pueyrredón, es un barrio de la ciudad de Córdoba, Argentina. Tiene una población de 24.021 personas, según el censo argentino de 2010, lo que ubica a esta área como la séptima más poblada de la ciudad.
Se halla limitado al norte por el bulevar Eduardo Bulnes, al oeste por la avenida Juan B. Justo y el río Suquía, al sur por la calle Libertad y al este por la calle Homero Manzi.
Además, colinda con los barrios General Bustos, Talleres Oeste y Talleres Este, al norte; Alta Córdoba y Centro, al oeste; General Paz, Patria y Hogar Propio, al sur; y Ampliación Pueyrredón y Parque del Este, al este.
En el barrio se encuentran el Hospital Tránsito Cáceres de Allende, la plaza Leandro N. Alem, la Clínica Universitaria Reina Fabiola, el Colegio Luis Manuel Robles, el Paseo Libertad, la torre Alto Paz, la Iglesia Surp Kevork y el Club Armenio.

## Historia
Las primeras casas en la zona fueron construidas por el inmigrante escocés Arturo L. Hughes, quien era empleado del Ferrocarril Central Córdoba, en 1913. Los primeros habitantes fueron inmigrantes armenios, croatas, italianos, ucranianos y polacos. En 1940, los gobiernos nacional y provincial cambiaron el viejo nombre de Barrio Inglés por Barrio General Pueyrredón.

## Transporte
Las líneas de colectivos que unen el barrio y alrededores con otros sectores de la ciudad son:
| Corredor     | Líneas                             |
| ------------ | ---------------------------------- |
| Corredor 4   | - 40 - 41 - 42 - 44                |
| Corredor 5   | - 50 - 52 - 53 - 54                |
| Corredor 6   | - 60 - 62 - 63 - 64 - 65 - 66 - 68 |
| Corredor 600 | - 600 - 601                        |